# ドニエプル・ドネツ文化

中期新石器時代、紀元前5千年紀のヨーロッパ。
当時のドニエプル・ドネツ文化はオレンジの範囲（Dniepr-Donと表記）。

ドニエプル・ドネツ文化（ドニエプル・ドネツぶんか、英語: Dnieper-Donets culture）は、前5千年紀から前4千年紀にかけて黒海の北方一帯、現在のウクライナ東部、ベラルーシ南部、ロシア西南部に広まっていた後期新石器時代文化。
住居は半地下式であったが、詳細は不明。漁業と狩猟が主な生業であった。狩の獲物はオーロックス、ヘラジカ、アカシカ、ノロジカ、イノシシ、オラガー（野ロバ）など。小麦、キビ、エンドウマメ、なども細々と栽培していた。人々の遺骨の歯の状態を調べると、彼らは高タンパクの食事をしていたことがわかる。主に獣肉、魚肉、ナッツ類を食べていた。安定同位体を用いてさらに調べると植物性の食物も食べていたことがわかるが、あまりたくさんではなかったようである。これにより、ドニエプル・ドネツ文化はこの地域における、狩猟採集主体の経済から農耕・牧畜主体の経済への移行期の文化であったと考えられる。
これまでおよそ30か所の集団墓地が発掘され、800ほどの土葬された遺体が発見されている。個人用の墓所もあるが、大きな墓穴を掘って長い期間にわたって遺体と黄土を次々と積み重ねるように埋葬していった墓所のほうが一般的である。ドニエプル・ドネツ文化の人々の形質的特徴は「原ユーロポイド」で、新石器時代のヨーロッパのどの地域の人々よりも、はるかに大柄で筋骨隆々とした、立派な体格を有している事実は注目に値する。このことに着目した形質人類学者のなかには、この文化の人々と旧石器時代の北欧の人々との関連性を主張する者もいる。
ドニエプル・ドネツ文化と類似した特徴は、その前の時代の東方、ヴォルガ川流域に存在していたサマラ文化にも見られる。これは、前5千年紀という早い時代にはひとつの文化圏が西のドニエプル川流域と東のヴォルガ川流域を含んだ一帯に広がっていたことを示唆している。クルガン仮説においてもこの一帯はインド・ヨーロッパ語族の原郷と想定されており、その西部地方の文化であるドニエプル・ドネツ文化は、インド・ヨーロッパ語族の起源に関する議論の対象となっている。クルガン仮説では、ドニエプル・ドネツ文化は前インド・ヨーロッパ語族文化と考えられており、南方や東方のステップ地帯から北方のこの地域へ進出してきたインド・ヨーロッパ祖語の話し手である牧畜民（おそらく南方のスレドニ・ストグ文化の担い手や、サマラ文化の後継である東方のクヴァリンスク文化の担い手）に吸収同化されたとされる。したがって、ドニエプル・ドネツ文化の人々は後のインド・ヨーロッパ語族の発展過程においてその話し手たちの形質遺伝の面の中核的基層であり、インド・ヨーロッパ語族の話し手の形質的特徴にとって決定的役割を果たしたが、言語面における中核的基層ではなかった。ドニエプル・ドネツ文化の拡大と、その過程における、南方や東方のインド・ヨーロッパ祖語の話し手との接触は、クルガンを築く伝統をもつ諸部族を形成したと考えられる。
また、ドニエプル・ドネツ文化はドニエプル川の上流域に拡大した。そこでは古い時代から現在までバルト語派の言語を起源と思われる河川名が定着しているが、そこでドニエプル・ドネツ文化の人々は同時代の非インド・ヨーロッパ語族系の文化の原住民との間で頻繁な交流があったことが窺われ、のちのバルト語派の諸部族の成立に深い関わりがあると推測される。